# Benetússer (kommunhuvudort)
Benetússer är en kommunhuvudort i Spanien.   Den ligger i provinsen Província de València och regionen Valencia, i den östra delen av landet, 300 km öster om huvudstaden Madrid. Benetússer ligger 15 meter över havet och antalet invånare är 15 313.
Terrängen runt Benetússer är platt, och sluttar österut.Runt Benetússer är det mycket tätbefolkat, med 4 343 invånare per kvadratkilometer. Närmaste större samhälle är Valencia, 5,5 km norr om Benetússer. Trakten runt Benetússer består till största delen av jordbruksmark.